# 134 Sophrosyne
134 Sophrosyne är en asteroid upptäckt 27 september 1873 av den tyske astronomen Karl Theodor Robert Luther i Düsseldorf. Asteroiden har fått sitt namn efter sophrosyne, en dygd inom grekisk filosofi.